# Maria av Österrike (ståthållare)

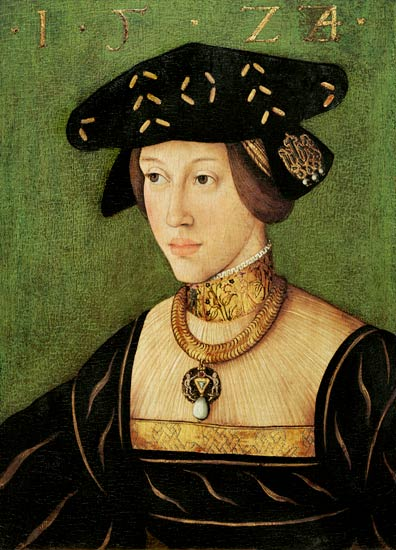
Maria av Habsburg 1525

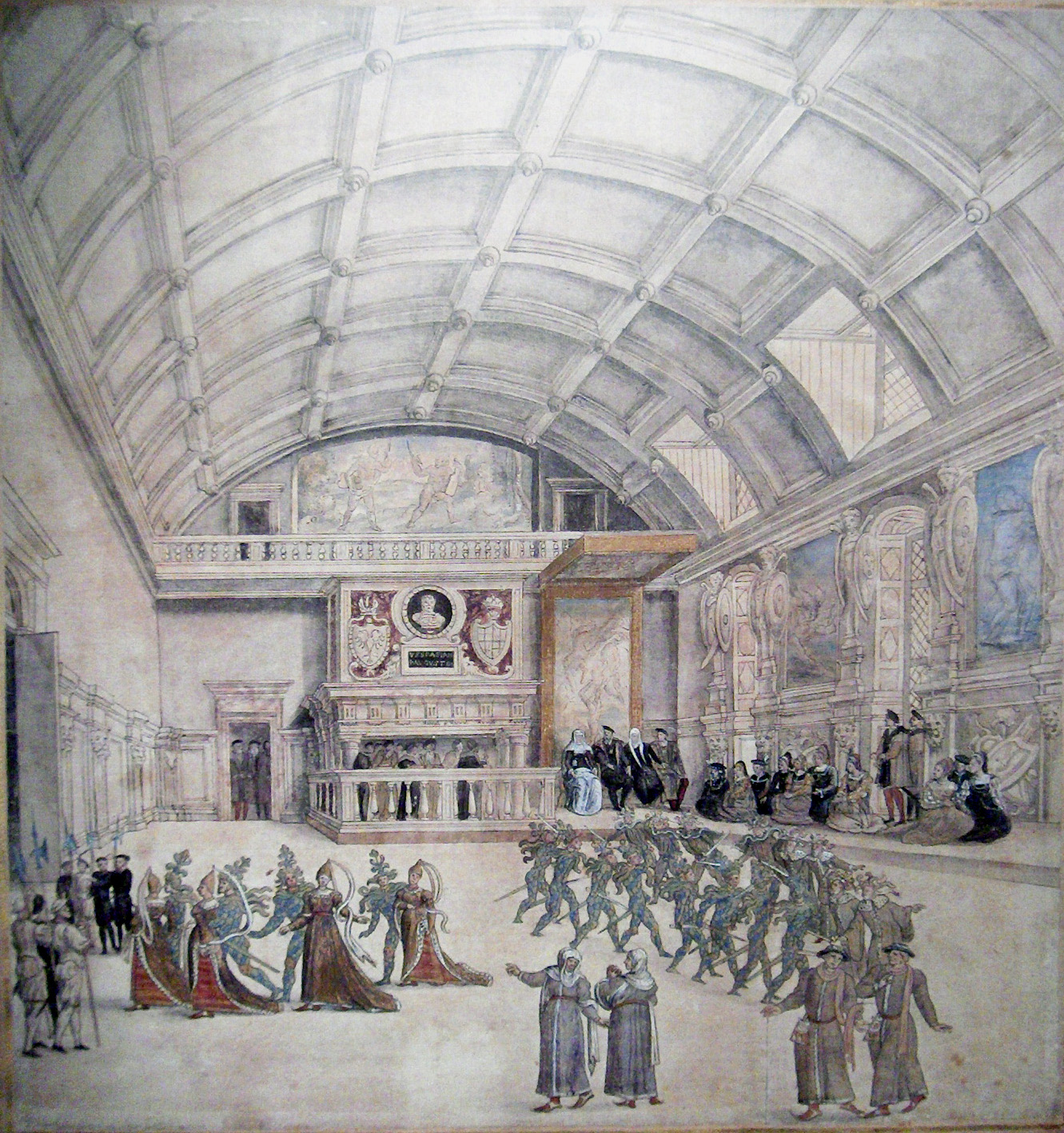
Kasteel van Binche

Maria av Österrike, ofta kallad Maria av Ungern, född 15 september 1505, död 18 oktober 1558, var drottning av Ungern som gift med Ludvig II av Ungern. Hon var Ungerns regent som ställföreträdare för sin bror Ferdinand av Österrike mellan 1526 och 1527. Hon var sedan regent med titeln ståthållare i Nederländerna som ställföreträdare för sin bror kejsar Karl mellan 1531 och 1555. Hon beskrivs som en kompetent politiker.

## Tidigt liv
Maria var dotter till Filip I av Kastilien och Johanna I av Kastilien. I mars 1506 beslöt hennes far och Ungerns monark att Maria skulle gifta sig med den första son kungen av Ungern fick, och att en av Marias bröder skulle gifta sig med den ungerska kungens dotter Anna av Ungern. Senare samma år föddes kronprins Ludvig av Ungern.
Marias far avled 1506 och hennes mor insjuknade i psykisk sjukdom. Hon uppfostrades i Nederländerna hos sin faster Margareta av Österrike i Mechelen, och fick en fin utbildning. År 1514 fördes hon till Österrike för att förberedas för sin framtida roll som Ungerns drottning. Hon mötte Ludvig för första gången 1515, då han och hans syster Anna besökte Österrike. Maria och Ludvig gifte sig i Wien 22 juli 1515. På grund av parets ålder beslöts att de inte skulle börja leva med varandra på flera år.
Maria tillbringade de följande åren i Innsbruck med sin framtida dubbelsvägerska, Anna av Ungern, som var syster till Marias framtida make Ludvig av Ungern och blivande hustru till Marias bror. Tillsammans fick en fin utbildning och undervisades av framstående humanister. 1516 avled Marias svärfar, och hon blev tekniskt sett Ungerns drottning, men kvarblev i Innsbruck under uppfostran av Paula von Firmian, och hennes frånvarande make Ludvig, som även han fortfarande var barn, blev satt under förmyndarregering.
21 april 1521 blev hennes bror Ferdinand Österrikes härskare. Han hade uppfostrats i Kastilien, och syskonen möttes för första gången då han anlände dit samma år. 26 maj 1521 närvarade hon vid bröllopet mellan sin bror Ferdinand och sin svägerska Anna av Ungern i Linz.

## Drottning av Ungern
När Maria och Ludvig var sexton beslöts det slutligen att de skulle börja leva tillsammans, och i juni 1521 avreste Maria till Ungern med ett stort följde av österrikisk hovpersonal. Resan fick dock avbrytas i Bratislava därför att Ungern vid samma tidpunkt överfölls av Osmanska riket. Hon ombads stanna kvar i Bratislava, men krävde framgångsrikt att få fortsätta till Buda, där hon fick möjlighet att träffa Ludvig strax innan han tvingades ge sig av mot stridsfronten. Hon gjorde ett gott intryck då hon framträdde offentligt inför den sammankallade ungerska armén för att visa sin solidaritet med Ungerns och motbevisa ryktena om att hon hade planerat att fly till Österrike. Äktenskapet var inte populärt bland den ungerska adeln, som under kungens omyndighet hade lagt beslag på hans pengar till den grad att han enligt uppgift gick klädd i nötta kläder, och som inte underkastade sig hans myndighet vid hovet, där adeln till och med hade förvisat kungen från slottets bästa rum.
När det omedelbara krigshotet var övervunnet kunde Ludvig återvända till Buda och bröllopet slutligen äga rum. Ludvig II blev myndigförklarad, förmyndarregeringen upplöst och kungen fick tillgång till sin egen inkomst. Maria kröntes till Ungerns drottning i Székesfehérvár 11 december 1521. Det slutgiltiga bröllopet mellan Maria och Ludvig ägde rum i Buda 13 januari 1522. Därefter mottog Maria även den egendom och inkomst som normalt tillföll Ungerns drottningar, vilket gjorde henne ekonomiskt oberoende. Hon kröntes till Böhmens drottning i Prag 1 juni 1522, och paret stannade sedan i Böhmen i ett år, innan de återvände till Buda (Budapest) 1523.
Äktenskapet mellan Maria och Ludvig beskrivs som lyckligt. Enligt samstämmiga uppgifter blev de, som båda beskrivs som unga och vackra, ömsesidigt attraherade och förälskade i varandra när de för första gången träffades som vuxna i Buda 1521. De delade ett intresse för att rida och jaga och ägna sig åt maskeradbaler. Maria beskrivs som energisk och handlingskraftig medan Ludvig beskrivs som mjuk och passiv, och hon ska ha dominerat honom med hans godkännande och gett honom råd som han följde även i politiska sammanhang. Ungern präglades vid den här tiden av en konflikt mellan kungamakten och den ungerska adeln, som ville försvaga kungamakten så mycket som möjligt, och som såg ett hot i Maria och det inflytandet från dynastin Habsburg hon representerade. Som drottning markerade hon status över adeln genom att reservera de bästa rummen i slottet åt sig och kungen, betala en ny garderob åt sin make, och ta kontrollen över hovpersonalen och markera att hon var härskaren och hovadeln var tjänare. Detta mötte stort motstånd från den ungerska adeln, men hon fick stöd från sitt österrikiska följe, särskilt Österrikes ambassadör, och av sin makes farbror och fosterfar Georg av Brandenburg-Ansbach. Maria kritiserades för att hon sades gynna tyskar och lutheraner: efter sin återkomst från Böhmen hade hon utnämnt en lutheran, Cordatus, till kunglig präst, och tvingades avskeda honom sedan adeln hade hotat att lyncha honom. Hon ska inte ha varit protestant på allvar, men ogillade den dåvarande korruptionen inom katolska kyrkan och tolererade därför kritik mot katolicismen och såg välvilligt på protestanter, och de formella lagarna mot protestanter tillämpades inte.
1524–1525 ville påven genom sin ambassadör mobilisera Ungern för att försvara Europa mot den turkiska attack som förmodades vara förestående sedan Rhodos fallit. Sommaren 1525 förekom en rad naturkatastrofer och epidemier i Ungern som sedan kom att tolkas som tecken på förebådande undergång. Ungern var djupt splittrat mellan adeln och Maria, som ville försvara kronans makt mot adeln. Den adliga oppositionen mot Maria samlade sig i adels-riksdagen 1524 och upprepades 1525, där adeln krävde att alla tyska hovfunktionärer skulle avskedas, ärkebiskop Szalkay (som på kungaparets önskan avstod från att tillämpa lagarna mot protestantismen) skulle avsättas från sitt ämbete, den venetianska och den österrikiska ambassadören skulle utvisas och kungliga skattmästaren Szerencses, som var en döpt jude, skulle brännas på bål, i utbyte mot att adeln gick med på att betala sina skatter till kronan och ställa upp med sina trupper mot turkarna vid behov. Ludvig vägrade på Marias önskan, vilket ledde till att adeln attackerade Szerencses och ärkebiskopens hem och utförde en pogrom på ghettot i Budapest.
För att förhindra ett inbördeskrig under en tidpunkt när Ungern förväntades stå under turkiskt krigshot, övertalade Szalkay Maria att sluta en allians med det största adelspartiet, Zapolyapartiet. Hon lät förvisa Georg av Brandenburg, och Österrikes och Venedigs ambassadörer liksom en rad tyska hovfunktionärer lämnade Ungern. Detta sades under samtiden ha avvärjt ett inbördeskrig, och samtiden var imponerade av Marias mod och handlingskraft. 
Avtalet placerade dock samtidigt Johan Zápolya i en sådan maktposition vid hovet att det snart framkom att han planerade att avsätta Ludvig, överta tronen och gifta sig med Maria, som förgäves bad både Österrike och Polen om hjälp. Maria iscensatte då en konspiration kallad "Kalandos" tillsammans med expalatinen Bathory och exskattmästare Thurzo för att värva röster bland adelsmännen som kunde avsätta Zapolya och Verböczy från deras maktpositioner vid nästa adels-riksdag i april 1526. Under riksdagen avsattes Verböczy, men Zapoly undvek samma öde genom mutor, vilket placerade honom i en ännu större maktställning, och Kalandos-brödraskapet svek sina löften till Maria att stödja en starkare kungamakt och ställde istället krav på en adlig kommission att kontrollera kungaparets beslut och utgifter. Maria vägrade och tvingade istället adeln att godkänna Ludvig full auktoritet, något adeln godkände och sedan förklarade att de därmed visade sin vilja att försvara Europa mot turkarna. Eftersom kungen dock samtidigt saknade ekonomiska medel, som adeln inte ville ge honom, var han dock i praktiken maktlöst mot ett turkiskt anfall.
13 april 1526 lämnade den osmanska sultanen Konstantinopel med 100 000 trupper. Påven utfärdade en vädjan om enighet hos Europas kristna härskare att förena sig med Ungern för att försvara Europa, men både Europa och själva Ungern var splittrat av inbördes konflikter. Påvens sändebud Burgio rapporterade att Ungern var ett land utan generaler, skepp, pengar och ordning. Armén stod utan betalning och nära myteri, det kungliga rådet spenderade sin tid med inbördes konflikter mellan adeln och kungen infann sig sällan där, utan steg upp sent och tillbringade dagen med att jaga. Budet gick i Ungern om att samla sig till försvar, men brist på pengar gjorde att få professionella soldater kunde sammankallas och att icke professionella soldater inte kunde få några befälhavare. 20 juli lämnade kungaparet och Szalkay Buda, och Maria följde med så långt som till Csepel, där hon vände om. 6 augusti föll Petervarad, och 29 augusti besegrades den ungerska armén i slaget vid Mohacs där kungen, sju av tio biskopar och Ungerns hela armén på 22 tusen män, bland dem en stor del av Ungerns adelsmän, dog: det sades att hela den ungerska adeln hade utplånats. Tvåtusen mäns huvuden spetsades på pålar av sultanen, Mohacs brändes ned, befolkningen från den omgivande landsbygden samlades ihop i Mohacs och samtliga vuxna män avrättades. 

## Ungerns regent
Nyheten om turkarnas seger nådde Budapest 30 augusti. Maria informerades om att sultanen var på väg och att det var omöjligt att försvara huvudstaden. Klockan tre på natten 31 augusti lämnade Maria och hennes hov och den påvliga ambassadören Budapest med kronans skattekista på vad som offentligt förklarades vara en nöjesjakt, medan hovets bagage sändes på båtar upp längs Donau. En stor del av stadens befolkning följde efter via båtar på Donau de första dagarna efter hennes avresa. Några dagar senare överlämnade sig Budapest till sultanen, som trots detta brände staden. Den turkiska armén beskrivs som mycket grym och ska ha ställt till massakrer i de städer och byar de erövrade på sin väg genom Ungern mot den österrikiska gränsen, då de dödade män och tog kvinnor som slavar. Maria och hennes följe mot Bratislava genom en del av Ungern där den allmänna ordningen hade brutit samman och flyktingarna undan turkarna rånades av ungerska soldater som gjort myteri: även en del av Marias egna båtar med bagage plundrades av myteristerna. Maria sände ett meddelande om hjälp till Österrike under flykten, och nådde Bratislava 3 september.
Den 4 september meddelades Maria att Ludvig var död. Paret var barnlöst. Hon hade då redan mottagit besked från sin bror Ferdinand av Österrike om pengar och trupper, och en första mindre trupp hade omedelbart skickats till Bratislava från Wien för att försvara staden. När även Ferdinand meddelats att Ludvig var död, gjorde han anspråk på den ungerska tronen jure uxoris, eftersom det var en rätt han hade fått i äktenskapskontraktet med Anna av Ungern, om Ludvig skulle dö barnlös. Ferdinand bad om Marias stöd, vilket hon gav honom med löftet att övertala den ungerska adeln att acceptera honom som kung. Hon blev samtidigt hans de facto ställföreträdande regent i Ungern. Hon bestämde datum för en riksdag i Komarum, där hon planerade att sammankalla adeln för att välja Ferdinand till kung. Johan Zapolya vägrade att infinna sig till mötet. Istället lanserade han sig själv som kandidat till tronen. Han föreslog henne äktenskap, men hon vägrade med orden att hon inte kunde göra sig till sin brors fiende, och bryta sin lojalitet mot honom. Turkarna hade vid denna tidpunkt tillfälligt dragit sig tillbaka från Ungern eftersom de inte ville övervintra i fiendeland. Johan Zápolya lät då begrava den fallna Ludvig II och valdes till ny kung av en majoritet av adeln, varefter han förbjöd alla som kallats till Marias kommande riksdagsmöte i Komarum att resa dit, och sedan även tog kontrollen över Komarum där mötet skulle äga rum. 
Maria sammankallade riksdagen i Bratislava 1 december 1526, där Ferdinand valdes till kung av Ungern i hans frånvaro, men riksdagen bestod endast av adeln i stadens närmaste omgivning. Ferdinand blev under tiden vald till kung i Böhmen, och så snart han valts till kung i Ungern, utnämnde han formellt Maria till sin regent i Ungern. Som regent var hennes uppgift att säkra stöd för hans rättigheter som kung bland Ungerns adel, något hon tvingades göra genom mutor, och eftersom Ferdinand inte kunde avstå pengar för detta fick hon istället låna dem. Hennes verksamhet var inte framgångsrik, hon misslyckades i de utdragna förhandlingarna med ban av Kroatien, påverkades av försämrad hälsa och bad förgäves om att slippa regentposten. 31 juli 1527 kunde Ferdinand slutligen, efter att ha säkrat sin ställning i Böhmen, anlända till Ungern och själv överta styret. I augusti erövrade Ferdinand Budapest, och 9 oktober 1527 valdes han till Ungerns kung en andra gång, denna gång av en majoritet av adeln. Den 20 oktober närvarade Maria vid Ferdinands kröning till kung av Ungern. När Ferdinand tvingades lämna Ungern igen, meddelade han sin önskan att återigen utnämna Maria till sin ställföreträdande regent. Hon avböjde dock erbjudandet. Hon svarade att hon inte ansåg sig intelligent nog, att Ungerns regler krävde att palatinen skulle vara regent för en frånvarande kung, att den ungerska adeln inte ville ha henne som regent och att hon kände sig själv nog för att veta att hon inte skulle kunna hantera situationen. Palatinen utnämndes istället till regent. 
Maria tillbringade de följande åren i Wien, där hon bland annat ägnade sig åt sin favoritsysselsättning jakt. Hon mottog flera frierier, men ville inte användas inom äktenskapspolitiken, utan behålla sin självständighet, och bar änkedräkt till sin död. Hon bad sin bror att slippa gifta om sig, något han lovade henne. Han gav henne inkomsten från hennes morgongåva i Ungern, och hon markerade ofta sin lojalitet mot sin bror, men påpekade att om han tog ifrån henne hennes inkomst, som han ofta föreslog, skulle han tvingas försörja henne själv. När han konfronterade henne om hennes påstådda lutherska sympatier, förnekade hon dem aldrig, men bekände dem heller inte, utan undvek frågan genom en diplomati som ska ha imponerat på honom. 1528 föreslog Ferdinand att Maria skulle gifta sig med Jakob V av Skottland. Han skrev att han hade tagit hennes framtid under övervägande igen, att det vore synd om hon vid sin ålder förblev änka, att Skottlands kung var både ung och vacker och att äktenskapet skulle hjälpa Österrike mot England. Maria vägrade genom att påminna Ferdinand om hans löfte att inte gifta bort henne och att hon hade lovat Gud att inte gifta om sig om hon en gång blev änka. 10 maj 1529 invaderades Ungern återigen av turkarna sedan Johan Zápolya hade slutit allians med sultanen, som lovat att återuppsätta honom på tronen som turkisk vasall. 3 september erövrades Budapest ännu en gång, och därefter ockuperade turkarna Wien. Maria flydde till sin svägerska Anna i Linz. Turkarna misslyckades i sin belägring av Wien: Ungern blev en turkisk vasallstat under marionettkungen Zapolya, och lades under direkt turkiskt styre efter Zapolyas död 1541. Ferdinand gav Maria order att representera honom under riksdagen i Linz, något hon ska ha gjort framgångsrikt. Sedan Ferdinand förlorat sin kontroll över Ungern, förlorade Maria inkomsten från de egendomar som ingick i den morgongåva hon hade som änkedrottning av Ungern, och hon var därefter utblottad och tvingades leva på lån hon inte kunde betala tillbaka. Detta gjorde henne beroende av sin bror. I riksdagen i Augsburg 1530 lovade hennes bröder Ferdinand och Karl att ta på sig hennes skulder, och i utbyte lovade hon dem sin lojalitet.

## Nederländernas regent
1530 utsatte Ferdinand henne ännu en gång för press att ingå ett nytt politiskt äktenskap. Hon bad honom återigen att slippa. Mitt under dessa förhandlingar, avled deras faster, Nederländernas regent Margareta av Österrike. Detta innebar att posten som ätten Habsburgs ståthållare i Nederländerna var vakant. Hennes bror skrev då till henne och meddelade att hennes liv nu kunde ta en ny kurs, och att han ämnade föreslå deras bror, kejsar Karl, att Maria skulle utses till att fylla deras nu döda fasters plats som regent i Nederländerna.
Den 3 januari 1531 utnämndes Maria formellt av sin bror kejsar Karl till Nederländernas regent. Hon försäkrade Karl om sin lojalitet och tjänstvillighet och förklarade att hon var en trogen katolik, och var beredd att avskeda alla ur sitt hushåll som påståtts vara lutheraner för att visa det, och upprepade sin önskan att förbli ogift. Karl förklarade att han bara var nöjd med att hon inte ville gifta om sig eftersom det gjorde henne mer lämplig som regent, och han var ointresserad av hennes personliga övertygelser, då religion för honom var en fråga om politik, men väntade sig att hon utåt skulle stödja katolicismen i det redan förut instabila Nederländerna. Han tog fasta på hennes erbjudande att avskeda alla anställda runt sig som var lutheraner: i själva verket meddelade han henne att hon skulle få ett helt nytt hov i Nederländerna och därför borde lämna kvar hela sin personal vid sin avresa. Hon accepterade posten 29 januari med orden att hon ansåg sig ovärdig den och såg den som ett offer men en plikt.
I mars 1531 anlände hon till Nederländerna och mötte sin bror kejsar Karl i Louvain. Följande månader gjorde hon en rundresa för att inspektera Nederländerna, presenteras för allmänheten och av Karl bli insatt i politiken. Nederländerna var kejsarens kanske rikaste domän, en bas och ett centrum i kejsardömet från vilket kejsaren hämtade de medel han behövde för att hålla samman resten av riket. De nederländska provinserna hade alltid lidit av en splittring som krävde diplomatisk förmåga, och kejsarens hårda skattetryck hade skadat handel och industri och skadat ekonomin, något som resulterat i en upprorisk stämning bland både adel och det mäktiga borgarskapet, som växte ytterligare genom det hårda religiösa förtryck som kejsaren utövade genom att trycka ned alla tecken på den protestantism som vid denna tid spred sig överallt under ytan och blev allt mer populär i det litterära Nederländerna. Dessutom skulle hon få ansvar för sin döda systers barn, barnen till den avsatta kung Kristian II av Danmark, som hade uppfostrats av regenten Margareta. 
6 juli 1531 närvarade hon vid ständermötet och presenterades formellt av Karl för provinsernas representanter som hans nya ställföreträdare och ståthållare. 7 oktober förklarade Karl att Maria hade full befogenhet att regera i hans frånvaro och vidta alla åtgärder för att upprätthålla lagen och hans auktoritet och landets välfärd, men också att han hade upprättat ett statsråd som Maria var skyldig att hämta råd från och som var självständigt från henne och utsedd av honom. Hennes utnämning till regent ifrågasattes av påven, som varnade för att hon i egenskap av ung kvinna riskerade att förlora sitt rykte om hon inte gifte om sig, men välkomnades av fransmännen, som utgick ifrån att hon skulle ägna sig åt kärleksaffärer och försumma politiken. 
Maria valde att bosätta sig i Bryssel istället för i Malines, där regenten Margareta hade bott. Bland hennes främsta rådgivare fanns Granvelle. Hon beskrivs som en sann renässansmänniska: hon var känd som mecenat för musiker och konstnärer och skapade en stor konstsamling. Hon lät uppföra palatset Binche med parkanläggningar utanför Bryssel, som blev berömt i sin samtid (det förstördes 1554). 
Maria fick tack vare att brodern ofta var upptagen på annat håll en mycket självständig ställning som ståthållare och regent. Hon beskrivs som en kraftfull och effektiv regent. Hon genomdrev direkt kommunikation till Karl i stället för att gå genom hans sekreterare, och rätten att utnämna alla poster. 
Maria hade länge ryktats ha lutherska sympatier, och hon lyckades undvika de värsta religiösa konflikter och förföljelser. 
Hon genomförde 1549 en centralorganisation i de förut splittrade Nederländerna. 
Maria tvingades åtlyda brodern i utrikespolitiskt avseende och fick förse honom med trupper, pengar och utrustning under hans krig, något hon fick genomföra med hårda metoder. I Nederländerna uppfattades hon som hård och kylig och fjärrstyrd av sin bror, men forskning har visat att hon i själva verket hade en betydligt mer självständig ställning gentemot honom. 
Hon löste upproret 1531–1537 orsakat av en konflikt med Hansan, men fick be Karl om trupper för att slå ned upproret mot krigsavgiften i Gent 1539–1540. 
Åren 1543–1544 organiserade hon Nederländernas försvar mot Frankrike och förklarade sig redo att leda armén i strid, och hon tillerkändes förmågan att avgöra militära frågor. Maria åtnjöt stor respekt och rådfrågades ofta i familjeangelägenheter (och därmed politik) inom ätten Habsburg.

## Senare liv
Maria av Österrike avgick som Nederländernas regent efter kejsar Karls abdikation 1555, trots att hans efterträdare Filip II bad henne att kvarstå. Hon reste sedan tillsammans med sina syskon Karl och Eleonora till Spanien, där hon tillbringade sina sista år som gäst i ett kloster.

## Antavla
|                       |  |  |  |  |  |  |  |                           |  |  |  |  |  |  |  |                              |  |  |  |  |  |  |  | 8. Kejsar Fredrik III       |
|                       |  |  |  |  |  |  |  |                           |  |  |  |  |  |  |  |                              |  |  |  |  |  |  |  |                             |
|                       |  |  |  |  |  |  |  |                           |  |  |  |  |  |  |  | 4. Kejsar Maximilian I       |  |  |  |  |  |  |  |                             |
|                       |  |  |  |  |  |  |  |                           |  |  |  |  |  |  |  |                              |  |  |  |  |  |  |  |                             |
|                       |  |  |  |  |  |  |  |                           |  |  |  |  |  |  |  |                              |  |  |  |  |  |  |  | 9. Eleonora av Portugal     |
|                       |  |  |  |  |  |  |  |                           |  |  |  |  |  |  |  |                              |  |  |  |  |  |  |  |                             |
|                       |  |  |  |  |  |  |  | 2. Filip I av Kastilien   |  |  |  |  |  |  |  |                              |  |  |  |  |  |  |  |                             |
|                       |  |  |  |  |  |  |  |                           |  |  |  |  |  |  |  |                              |  |  |  |  |  |  |  |                             |
|                       |  |  |  |  |  |  |  |                           |  |  |  |  |  |  |  |                              |  |  |  |  |  |  |  | 10. Karl, hertig av Burgund |
|                       |  |  |  |  |  |  |  |                           |  |  |  |  |  |  |  |                              |  |  |  |  |  |  |  |                             |
|                       |  |  |  |  |  |  |  |                           |  |  |  |  |  |  |  | 5. Maria av Burgund          |  |  |  |  |  |  |  |                             |
|                       |  |  |  |  |  |  |  |                           |  |  |  |  |  |  |  |                              |  |  |  |  |  |  |  |                             |
|                       |  |  |  |  |  |  |  |                           |  |  |  |  |  |  |  |                              |  |  |  |  |  |  |  | 11. Isabella av Bourbon     |
|                       |  |  |  |  |  |  |  |                           |  |  |  |  |  |  |  |                              |  |  |  |  |  |  |  |                             |
| 1. Maria av Österrike |  |  |  |  |  |  |  |                           |  |  |  |  |  |  |  |                              |  |  |  |  |  |  |  |                             |
|                       |  |  |  |  |  |  |  |                           |  |  |  |  |  |  |  |                              |  |  |  |  |  |  |  | 12. Johan II av Aragonien   |
|                       |  |  |  |  |  |  |  |                           |  |  |  |  |  |  |  |                              |  |  |  |  |  |  |  |                             |
|                       |  |  |  |  |  |  |  |                           |  |  |  |  |  |  |  | 6. Ferdinand II av Aragonien |  |  |  |  |  |  |  |                             |
|                       |  |  |  |  |  |  |  |                           |  |  |  |  |  |  |  |                              |  |  |  |  |  |  |  |                             |
|                       |  |  |  |  |  |  |  |                           |  |  |  |  |  |  |  |                              |  |  |  |  |  |  |  | 13. Juana Enríquez          |
|                       |  |  |  |  |  |  |  |                           |  |  |  |  |  |  |  |                              |  |  |  |  |  |  |  |                             |
|                       |  |  |  |  |  |  |  | 3. Johanna den vansinniga |  |  |  |  |  |  |  |                              |  |  |  |  |  |  |  |                             |
|                       |  |  |  |  |  |  |  |                           |  |  |  |  |  |  |  |                              |  |  |  |  |  |  |  |                             |
|                       |  |  |  |  |  |  |  |                           |  |  |  |  |  |  |  |                              |  |  |  |  |  |  |  | 14. Johan II av Kastilien   |
|                       |  |  |  |  |  |  |  |                           |  |  |  |  |  |  |  |                              |  |  |  |  |  |  |  |                             |
|                       |  |  |  |  |  |  |  |                           |  |  |  |  |  |  |  | 7. Isabella I av Kastilien   |  |  |  |  |  |  |  |                             |
|                       |  |  |  |  |  |  |  |                           |  |  |  |  |  |  |  |                              |  |  |  |  |  |  |  |                             |
|                       |  |  |  |  |  |  |  |                           |  |  |  |  |  |  |  |                              |  |  |  |  |  |  |  | 15. Isabella av Portugal    |
|                       |  |  |  |  |  |  |  |                           |  |  |  |  |  |  |  |                              |  |  |  |  |  |  |  |                             |